# Paulo Ernani Gadelha Vieira
Paulo Ernani Gadelha Vieira (Fortaleza, 22 de julho de 1951) é um psiquiatra, pesquisador e professor universitário brasileiro.
Grande oficial da Ordem Nacional do Mérito Científico e membro titular da Sociedade Brasileira para o Progresso da Ciência, Paulo é pesquisador titular da Fiocruz, tendo sido seu presidente entre 2009 e 2016.

## Biografia
Paulo nasceu na capital cearense, em 1951. É filho de Mário Câmara Vieira e Yvone Gadelha Vieira. Já morando no Rio de Janeiro, Paulo ingressou no curso de medicina da Faculdade de Ciências Médicas da Universidade do Estado do Rio de Janeiro (UERJ), de onde se graduou em 1976. Especializou-se em psiquiatria no Hospital de Clínicas, em sua residência médica entre 1977 e 1978, e em medicina do trabalho, em 1981.
Entre 1977 e 1978 foi presidente da Associação dos Médicos Residentes do Estado do Rio de Janeiro, função igualmente exercida na Associação Nacional dos Médicos Residentes de 1978 a 1979. Em 1983, defendeu o mestrado em Medicina Social pelo Instituto de Medicina Social. Em 1995, defendeu o doutorado pela Escola Nacional de Saúde Pública Sérgio Arouca, da Fiocruz.
Foi professor da UERJ, do Instituto Brasileiro de Administração Municipal, do Museu Histórico Nacional, da Universidade Santa Úrsula e da Universidade Cândido Mendes durante a década de 1980. Foi coordenador e membro de vários projetos e programas de pesquisas relacionados à saúde pública e assistência médica do Rio de Janeiro. Entre 1983 a 1984 participou da criação do Departamento de Fisiologia da UERJ.
Em 1985, começou seu trabalho na administração da Fiocruz, ao participar da elaboração e coordenação do projeto de criação da Casa de Oswaldo Cruz (COC), unidade técnico-científica dedicada à preservação da memória institucional e às atividades de pesquisa, ensino, documentação e divulgação da história da saúde pública e das ciências biomédicas no Brasil, tendo sido seu diretor entre 1987 e 1997.
Entre 1995 e 2000, foi coordenador geral do Museu da Vida e na Fiocruz foi secretário-geral, coordenador das plenárias (1988-2007) e presidente (2010-2012) dos Congressos Internos, coordenador-geral das comemorações de seu centenário de fundação (1998-2000), vice-presidente de Desenvolvimento Institucional, Informação e Comunicação (2001-2004), vice-presidente de Desenvolvimento Institucional e Gestão do Trabalho (2005-2008) e presidente (2009-2012). Foi eleito para um segundo mandato em 2013.

## Prêmios e honrarias
- 2014 - Doutor Honoris causa da Universidade de York, Reino Unido.
- 2013 - Honra ao Mérito Nacional de Saúde Pública, Sociedade Brasileira de Higiene e Saúde Pública.
- 2011 - Membro da Sociedade Brasileira para o Progresso da Ciência, Ministério da Ciência, Tecnologia e Inovação.
- 2011 - Professor Honorário da Universidad Andina Simon Bolívar, Universidad Andina.
- 2010 - Grã-Cruz da Ordem Nacional do Mérito Científico, Ministério da Ciência e Tecnologia.
- 2010 - Comendador da Ordem do Mérito Médico, Ministério da Saúde.
- 2009 - Comendador da Ordem de Rio Branco, Ministério das Relações Exteriores do Brasil.
- 2003 - Visitante distinguido, El H. Ayuntamiento de León - México.